# 4 juillet
Pour les articles homonymes, voir Quatre-Juillet.
4 juin 4 août
Chronologies thématiques
- Croisades
- Ferroviaires
- Sports
- Disney
- Anarchisme
- Catholicisme

Abréviations / Voir aussi
- (° 1852) = né en 1852
- († 1885) = mort en 1885
- a.s. = calendrier julien
- n.s. = calendrier grégorien
- Calendrier
- Calendrier perpétuel
- Liste de calendriers
- Naissances du jour

Le 4 juillet est le 185e jour, moins souvent le 186e, de l'année du calendrier grégorien ; il en reste ensuite 180.
C'est une date possible du passage de la Terre à son aphélie, entre les 3 et 7 juillet (le 4 en 2022 et quelques autres années), dans notre système solaire.
Son équivalent était généralement le 16 messidor du calendrier républicain ou révolutionnaire français, officiellement dénommé jour du tabac (la plante).

## Événements

### IVesiècleav. J.-C.
- 362 av. J.-C. : bataille de Mantinée.

### Xesiècle
- 907 : début d'une bataille à Bratislava entre les Magyars et les Francs orientaux.

### XIIesiècle
- 1187 : bataille de Hattin.

### XIIIesiècle
- 1253 : bataille de Westkapelle.

### XVIIesiècle
- 1617 : arrivée en Nouvelle-France de Louis Hébert et Marie Rollet, premiers colons français à s'établir au Canada.
- 1634 : fondation de la ville de Trois-Rivières, en Nouvelle-France (Québec, Canada) par Laviolette.
- 1653 : en Angleterre, fondation du Parlement de Barebone[1].

### XVIIIesiècle
- 1776 : déclaration d’indépendance des États-Unis d'Amérique.

### XXesiècle
- 1902 : fin de la guerre américano-philippine.
- 1946 : indépendance des Philippines.
- 1973 : création de la Communauté caribéenne.
- 1976 : raid d'Entebbe.
- 1994 : fin du génocide au Rwanda.

### XXIesiècle
- 2002 : Fusillade de l'aéroport international de Los Angeles en 2002, un homme âge de 41 ans au moment des faits abat par balles deux personnes, il blesse également cinq personnes, dont quatre par balle. Il est ensuite tué par un agent de sécurité.
- 2004 : pose de la première pierre du One World Trade Center.
- 2015 : Tupou VI est couronné 6e roi des Tonga.

## Arts, culture et religion
- 993 : Jean XV devient le premier pape à canoniser un saint, Ulrich d'Augsbourg.
- 1348 : le pape catholique Clément VI rend publique une bulle dans laquelle il interdit de contraindre les Juifs au baptême.
- 1862 : lors d'une balade sur la Tamise, Lewis Carroll imagine Les Aventures d'Alice au pays des merveilles, pour distraire Alice Liddell et ses sœurs.
- 1872 : une loi anti-jésuite interdit la présence d'établissements jésuites sur le sol de l'empire allemand dans le cadre du Kulturkampf.

## Sciences et techniques
- 1054 : explosion d'une supernova remarquée.

Impact de "SMART" sur la comète "Tempel 1"

- 2005 : la sonde Deep Impact lance son impacteur SMART sur la comète Tempel 1 (animation ci-contre).
- 2012 : annonce par le CERN de la découverte du boson de Higgs[2].
- 2016 : la sonde Juno est mise sur orbite autour de la planète Jupiter.

## Médias
- 2016 : l'exécutif de région flamande de Belgique s'engage à passer d'une couverture en radio numérique terrestre (RNT) de 70 à 100 % de son territoire à la fin de cette année-là[3].

## Économie et société
- 1911 : l'été débute par une canicule ayant déjà sévi en Amérique du Nord et qui va s'abattre à son tour 70 jours sur l'Europe de l'Ouest [4] (un an et demi après la crue record de la Seine de janvier 1910 à Paris).
- 1987 : la cour d'assises du Rhône reconnaît Klaus Barbie coupable de dix-sept crimes contre l'humanité et le condamne à la prison à perpétuité où il mourra quatre années après.
- 2016 : attentats meurtriers de l’organisation État islamique à Médine, Djeddah et Qatif en Arabie saoudite.
- 2017 : discours de politique générale du nouveau Premier ministre français Édouard Philippe.
- 2025 : aux États-Unis, début des inondations au Texas  qui font près de trois cents morts et disparus et causent des dégâts considérables[5],[6].

## Naissances

### XVIesiècle
- 1546 : Mourad III, sultan ottoman de 1574 à 1595 († 15 janvier 1595).

### XVIIesiècle
- 1694 : Louis-Claude Daquin, musicien français († 15 juin 1772).

### XVIIIesiècle
- 1744 : Samuel Gottlieb Gmelin, médecin, naturaliste et explorateur allemand († 27 juillet 1774).
- 1745 : Benoît Mottet de La Fontaine, haut fonctionnaire français († 30 avril 1820).
- 1753 : Jean-Pierre Blanchard, aéronaute français († 7 mars 1809).
- 1756 : Louis Marie Turreau, militaire français († 10 décembre 1816).

### XIXesiècle
- 1807 : Giuseppe Garibaldi, militaire, patriote et homme politique italien († 2 juin 1882).
- 1816 : Hiram Walker (en), homme d’affaires américain  († 12 janvier 1899).
- 1826 : Stephen Foster, compositeur américain († 13 janvier 1864).
- 1847 : James Anthony Bailey, directeur de cirque américain († 11 avril 1906).
- 1868 :
  - Charles Binet-Sanglé, médecin militaire et psychologue français († 14 novembre 1941).
  - Henrietta Swan Leavitt, astronome américaine († 12 décembre 1921).
- 1872 : Calvin Coolidge, 30e président des États-Unis, de 1923 à 1929 († 5 janvier 1933).
- 1884 : Pauline Carton, actrice française († 17 juin 1974).
- 1885 : Louis B. Mayer, producteur américain († 29 octobre 1957).
- 1889 : Shunzo Kido, cavalier de concours complet japonais († 3 octobre 1986).
- 1895 :
  - Mohammed Amin al-Husseini (محمد أمين الحسيني), nationaliste et chef religieux palestinien  († 5 juillet 1974).
  - Irving Caesar (Isidor Keiser dit), compositeur, dramaturge, librettiste et lyriciste américain († 18 décembre 1996).
- 1898 : 
  - Gertrude Lawrence, actrice anglaise († 6 septembre 1952).
  - Gulzarilal Nanda, homme d'État indien († 15 janvier 1998).
- 1899 : Benjamin Péret, auteur et poète français († 18 septembre 1959).
- 1900 : Robert Desnos, poète français († 8 juin 1945).

### XXesiècle
- 1902 :
  - Meyer Lansky, mafieux américain († 15 janvier 1983).
  - George Murphy, acteur, danseur et homme politique américain († 3 mai 1992).
- 1903 : Corrado Bafile, prélat italien († 3 février 2005).
- 1907 : John Anderson, athlète américain, champion olympique du lancer du disque en 1932 († 11 juillet 1948).
- 1909 : Robert Burks, directeur de la photographie américain († 13 mai 1968).
- 1910 :
  - Robert King Merton, sociologue américain († 23 février 2003).
  - Gloria Stuart, actrice américaine († 26 septembre 2010).
  - François Tilly, officier français, compagnon de la Libération († 16 avril 1983).
- 1911 : Mitch Miller, musicien, chanteur, chef de chœur et producteur de musique américain († 31 juillet 2010).
- 1912 : Viviane Romance, actrice française († 25 septembre 1991).
- 1916 : Fernand Leduc, peintre québécois († 28 janvier 2014).
- 1917 :
  - Georgette Plana, chanteuse française († 10 mars 2013).
  - Manolete (Manuel Laureano Rodríguez Sánchez dit), matador espagnol († 29 août 1947).
- 1918 : 
  - Taufa'ahau Tupou IV, roi de Tonga († 10 septembre 2006).
  - Alec Bedser, joueur de cricket international anglais († 4 avril 2010).
- 1920 : Robert Marcy (Robert Marx dit), acteur, metteur en scène, parolier et compositeur français de chansons.
- 1921 : Rafael Ortega, matador espagnol († 18 décembre 1997).
- 1924 : Eva Marie Saint, actrice américaine.
- 1925 : Jacques Fabbri, acteur et animateur de télévision français († 24 décembre 1997).
- 1926 : Alfredo Di Stéfano, footballeur argentin († 7 juillet 2014).
- 1927 :
  - Gina Lollobrigida, actrice italienne.
  - Neil Simon, producteur et scénariste américain († 26 août 2018).
  - Teresita Castillo, novice carmélite ayant déclaré avoir vu Notre-Dame de Lipa en 1948 († 16 novembre 2016).
- 1928 : 
  - Chuck Tanner, joueur et gérant de baseball américain († 11 février 2011).
  - Peter Mander, skipper néo-zélandais, champion olympique († 21 juin 1998).
- 1929 :
  - Joaquin Ferrer, peintre français d'origine cubaine.
  - Darío Castrillón Hoyos, prélat colombien († 18 mai 2018).
- 1930 : 
  - George Steinbrenner, homme d’affaires américain, propriétaire des Yankees de New York († 13 juillet 2010).
  - Yuriy Tyukalov, rameur russe, double champion olympique († 19 février 2018).
- 1931 :
  - Stephen Boyd, acteur irlandais († 2 juin 1977).
  - Jean-Louis Flandrin, historien français († 8 août 2001).
  - Sébastien Japrisot, écrivain et cinéaste français († 4 mars 2003).
- 1934 : Max Vialle, acteur français († 6 janvier 2000).
- 1938 : 
  - Claude Ventura, réalisateur de cinéma et documentariste français.
  - Bill Withers, auteur-compositeur et interprète américain († 30 mars 2020).
- 1940 :
  - Dave Rowberry (en), musicien anglais du groupe The Animals († 6 juin 2003).
  - Pat Stapleton, joueur de hockey sur glace canadien († 8 avril 2020).
- 1943 : Alan Wilson, chanteur, musicien et compositeur américain du groupe Canned Heat († 3 septembre 1970).
- 1942 : James Kombo Moyana, gouverneur de la Banque de réserve du Zimbabwe († 19 janvier 2021).
- 1945 : Stanislaw Rylko, prélat polonais.
- 1946 : 
  - Margaret F. Delisle, femme politique québécoise.
  - Fred Dryer, acteur et un ancien joueur de football américain.
- 1948 : René Arnoux, pilote automobile français.
- 1950 : Christian Spitz dit le Doc en radio, médecin français, consultant médical radiophonique pour jeunes.
- 1951 : Philippe de Dieuleveult, aventurier coanimateur français de terrain en télévision (disparu le 6 août 1985).
- 1952 :
  - Nicole Ameline, femme politique française.
  - Álvaro Uribe, chef d'État colombien, président de 2002 à 2010.
- 1956 : Éric Neuhoff, écrivain et journaliste français.
- 1958 : 
  - Elena Oprea-Horvat, rameuse d'aviron roumaine, championne olympique.
  - Deon Meyer, écrivain, scénariste et réalisateur sud-africain.
- 1959 : Victoria Abril, actrice espagnole.
- 1962 : Pam Shriver, joueuse de tennis américaine.
- 1963 :
  - Henri Leconte, joueur de tennis français.
  - Ute Lemper, chanteuse et actrice allemande.
  - Marco Marin, sabreur italien, champion olympique.
- 1964 : Elie Saab (إيلي صعب), styliste libanais.
- 1968 : Mark Lenzi, plongeur américain, champion olympique († 9 avril 2012).
- 1969 : David Marciano, joueur d'échecs français.
- 1971 : Koko, femelle gorille en captivité, capable de communiquer en langue américaine des signes († 19 juin 2018).
- 1973 : 
  - Gackt Camui, chanteur et acteur japonais.
  - Sheng Keyi, romancière chinoise.
- 1974 : 
  - Karole Rocher, actrice française.
  - Denis Pankratov, nageur russe, double champion olympique.
- 1979 : Dumas (Steve Dumas dit), chanteur québécois.
- 1980 :
  - Stephen Brun, basketteur français.
  - Valéria Hejjas, volleyeuse hongroise.
- 1981 :
  - Romain Gavras, réalisateur français.
  - Tahar Rahim, acteur français.
- 1982 : Vladimir Gusev (Владимир Николаевич Гусев), coureur cycliste russe.
- 1983 : Melanie Fiona, chanteuse canadienne.
- 1984 : Jin Akanishi (赤西仁), acteur et chanteur japonais issu du groupe Kat-Tun.
- 1985 : Lartiste (Youssef Akdim dit), chanteur et rappeur français.
- 1986 : Takahisa Masuda (増田 貴久), chanteur japonais du groupe NEWS et acteur.
- 1990 : David Kross, acteur allemand.
- 1995 : Artturi Lehkonen, hockeyeur sur glace finlandais.

### XXIesiècle
- 2003: Polina Bogusevich, chanteuse russe, gagnante du concours Eurovision de la chanson junior 2017.

## Décès

### IXesiècle
- 895 : Aurélien, prélat chrétien franc, archevêque de Lyon (° à une date non connue).

### XVIIesiècle
- 1623 : William Byrd, musicien anglais (° vers 1539/1540).
- 1648 : Antoine Daniel, prêtre missionnaire jésuite français, un des huit martyrs canadiens (° 27 mai 1601).

### XVIIIesiècle
- 1733 : Jean-Baptiste Girard, religieux français (° 1680).

### XIXesiècle
- 1826 :
  - John Adams, second président des États-Unis, ayant exercé de 1797 à 1801 (° 30 octobre 1735).
  - Thomas Jefferson, troisième président des États-Unis, ayant exercé de 1801 à 1809 (° 13 avril 1743).
- 1831 : James Monroe, cinquième président des États-Unis, ayant exercé de 1817 à 1825 (° 28 avril 1743).
- 1848 : François-René de Chateaubriand, écrivain français (° 4 septembre 1768).
- 1851 : Martin-Joseph Mengal, compositeur flamand (° 27 janvier 1784).
- 1873 : Johann Jakob Kaup, naturaliste allemand (° 10 avril 1803).
- 1886 :
  - Arisugawa Takahito, prince japonais (° 17 février 1813).
  - François-Xavier Gautrelet, jésuite français (° 15 février 1807).
  - Pitikwahanapiwiyin, chef amérindien (° vers 1842).
- 1889 : Auguste Mermet, compositeur français (° 5 janvier 1810).

### XXesiècle
- 1905 : Élisée Reclus, géographe et militant politique français (° 15 mars 1830).
- 1911 : Louis IV de La Trémoille, aristocrate et historien français (° 26 octobre 1838).
- 1920 : Malla (Agustín García Díaz dit), matador espagnol (° 5 mai 1897).
- 1925 : Pier Giorgio Frassati, bienheureux catholique italien (° 6 avril 1901).
- 1934 : Marie Curie, physicienne française, prix Nobel de physique en 1903 et prix Nobel de chimie en 1911 (° 7 novembre 1867).
- 1938 : Suzanne Lenglen, joueuse de tennis française (° 24 mai 1899).
- 1943 : Władysław Sikorski, militaire et homme politique polonais (° 20 mai 1881).
- 1959 : Stanislas de Castellane, homme politique français (° 15 octobre 1875).
- 1964 :
  - Gaby Morlay, actrice française (° 8 juin 1893).
  - Samouil Marchak, poète russe (° 3 novembre 1887)
- 1969 : Henri Decoin, écrivain, scénariste et réalisateur français (° 18 mars 1890).
- 1970 :
  - Barnett Newman, peintre américain (° 29 janvier 1905).
  - Harold Stirling Vanderbilt, homme d'affaires dans les chemins de fer, la navigation à voile et le bridge (° 6 juillet 1884).
  - Albert Hazen Wright, zoologiste américain (° 15 août 1879).
- 1971 : August Derleth, homme de lettres américain (° 24 février 1909)
- 1973 : Jaime Noaín, matador espagnol (° 20 mai 1901).
- 1976 : Hervé Sand, acteur français (° 12 février 1937).
- 1980 : 
  - Gregory Bateson, anthropologue, psychologue et épistémologue américain (° 9 mai 1904).
  - Maurice Grevisse, grammairien belge (° 7 octobre 1895).
- 1987 : Michel Paccard, joueur français de hockey sur glace (° 1er novembre 1908).
- 1992 : Astor Piazzolla, musicien argentin (° 11 mars 1921).
- 1993 : Bona Arsenault, homme politique québécois (° 4 octobre 1903).
- 1995 : Eva Gabor, actrice américaine (° 11 février 1919).

### XXIesiècle
- 2002 : 
  - Gerald Bales (en), organiste et compositeur canadien (° 12 mai 1919).
  - Laurent Schwartz, mathématicien français académicien ès sciences (° 5 mars 1915).
- 2003 :
  - André Claveau, chanteur français (° 29 décembre 1911).
  - Barry White, chanteur américain (° 12 septembre 1944).
- 2004 : 
  - Jean-Marie Auberson, violoniste et chef d'orchestre suisse (° 2 mai 1920).
  - Jean-Louis Florentz, compositeur musical français[7] (° 19 décembre 1947).
- 2005 : Hank Stram (en), entraîneur de football américain (° 3 janvier 1923).
- 2008 :
  - Thomas M. Disch, écrivain américain de science-fiction (° 2 février 1940).
  - Jesse Helms, homme politique américain, sénateur de Caroline du Nord de 1973 à 2003 (° 18 octobre 1921).
  - Evelyn Keyes, actrice américaine (° 20 novembre 1916).
- 2009 : 
  - Brenda Joyce, actrice américaine (° 25 février 1917).
  - Robert Louis-Dreyfus, homme d'affaires suisse (° 14 juin 1946).
- 2011 : Otto de Habsbourg-Lorraine, duc de Lorraine, fils aîné du dernier empereur d'Autriche-Hongrie Charles Ier (° 20 novembre 1912).
- 2014 : Benoît Duquesne, journaliste français (° 19 juillet 1957).
- 2016 : Abbas Kiarostami (en persan : عباس کیارستمی), réalisateur, scénariste et producteur iranien « palmé » à Cannes (° 22 juin 1940).
- 2017 : Ralphina D’Almeida, femme politique gambienne (° ?).
- 2020 : Seninho (Joaquim Arsénio Rodrigues Jardim dit), footballeur international portugais (° 1er juillet 1949).
- 2020 : Arie van der Vlis, officier militaire néerlandais qui a servi comme chef d’état-major de la Défense entre 1992 et 1994. (° 20 août 1940).
- 2021 : Sanford Clark, Terry Donahue,  Michel Dubois, Lumiinita Gheorghiu, Matiss Kivlenieks, Rick Laird, Richard C. Lewontin.
- 2022 : 
  - Khairy Alzahaby, romancier et penseur syrien (° 11 janvier 1946).
  - Richard J. Bernstein, philosophe américain (° 14 mai 1932).
  - Jeremiah Farrell, professeur de mathématiques émérite américain (° 12 décembre 1937).
  - Gabriel Fourmigué, bobeur français (° 23 mars 1967).
  - Paolo Grossi, juriste italien (° 29 janvier 1933).
  - Robert Hoffmann, acteur autrichien (° 30 août 1939).
  - Claudio Hummes, cardinal brésilien (° 8 août 1934).
  - Janusz Kupcewicz, footballeur puis entraîneur polonais (° 9 décembre 1955).
  - Russell Stannard, professeur émérite de physique britannique (° 24 décembre 1931).
  - Kazuki Takahashi : dessinateur japonais, créateur de Yo-Gi-Oh (° 4 octobre 1961).
  - Patrick Watson, acteur, producteur, scénariste et réalisateur canadien (° 23 décembre 1929).
- 2023 :
  - Georges Bereta, footballeur international français (° 11 mai 1946).
  - Denise Bombardier, chroniqueuse, romancière, essayiste, productrice, animatrice de télévision et polémiste canadienne (° 18 janvier 1941).
- 2024 :
  - Franciscus Janssens, footballeur néerlandais (° 3 août 1944).
  - Reiner Pommerin, historien allemand (° 17 juin 1943).
- 2025 :
  - José Antonio García Belaúnde, avocat, diplomate et homme politique péruvien (° 16 mars 1948).
  - Richard Greenberg, dramaturge américain (° 22 février 1958).
  - Rob Houwer, producteur, scénariste et réalisateur néerlandais (° 13 décembre 1937).
  - Bobby Jenks, joueur de baseball américain (° 14 avril 1981).
  - Young Noble, rappeur américain (° 21 mars 1978).
  - Rafael Peralta, rejoneador espagnol (° 4 juin 1933).
  - Lidia Semionova, joueuse d'échecs soviétique puis ukrainienne (° 22 novembre 1951).
  - Mark Snow, compositeur américain (° 26 août 1946).

## Célébrations

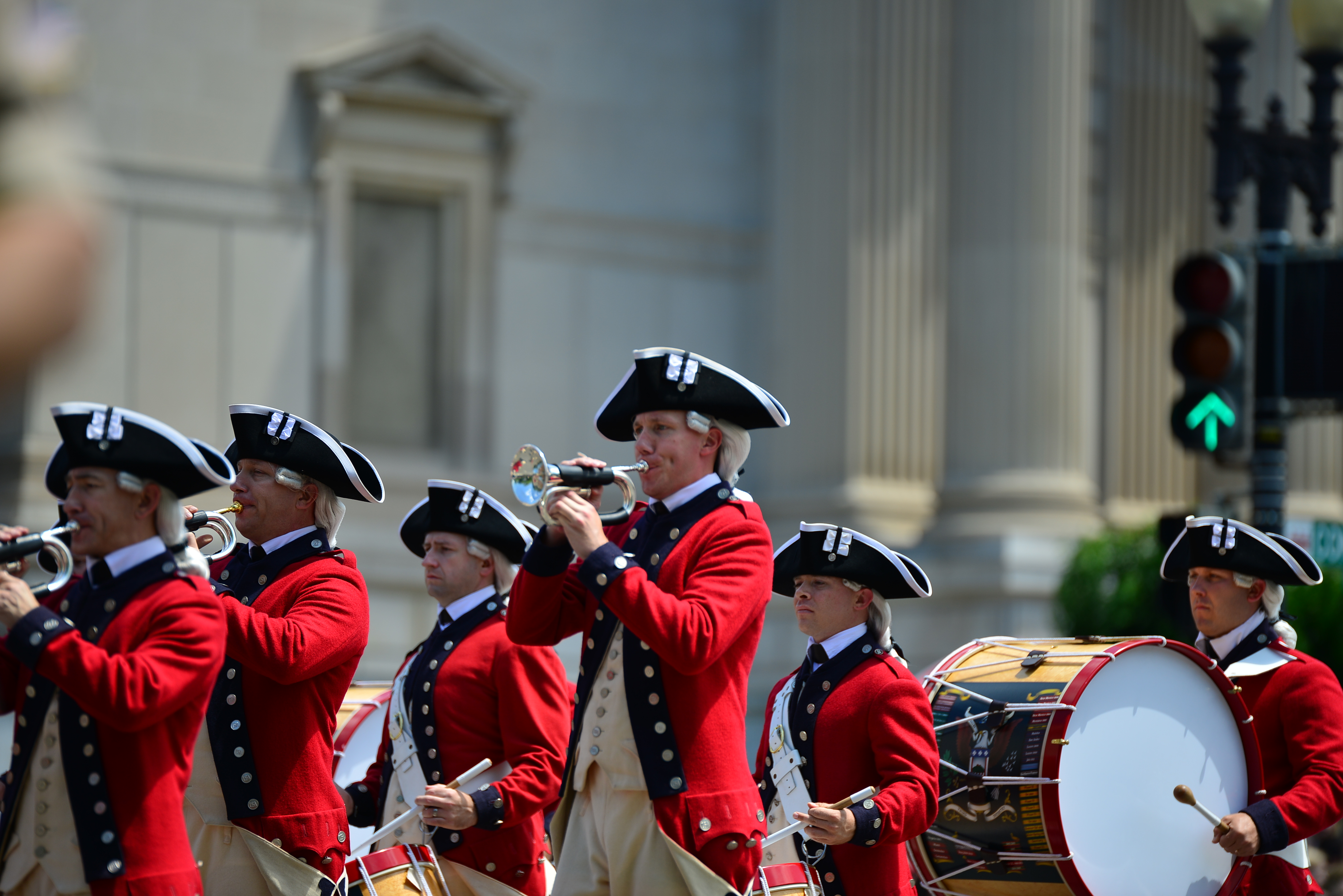
Détail d'une parade pour l' Independence Day à Washington D.C. en 2014

### Nationales
- Argentine : día del médico rural / « journée du médecin rural » commémorant la naissance du docteur Esteban Laureano Maradona (es) en 1895 ci-avant[8].
- États-Unis d'Amérique du Nord : Independence Day / fête nationale américaine fédérale (voir 1776 ci-avant et photographie ci-contre).
- Philippines : Philippine Republic Day (en) commémorant l'indépendance des Philippines vis-à-vis des États-Unis (après l'Espagne).
- Rwanda (Union africaine) : fête de la libération marquant la fin du génocide en 1994[9].
- Venezuela : día del arquitecto / « journée de l'architecte »)[10].

### Saints des Églises chrétiennes

#### Saints catholiques et orthodoxes du jour
Référencés ci-après in fine, :
- Aggée et Osée (VIe siècle av. J.-C. et VIIIe siècle av. J.-C.), prophètes ; date occidentale, Osée est fêté seul le 17 octobre en Orient[13].
- André de Jérusalem  († 740) -ou « André de Crète »-, originaire de Damas, archevêque de Gortyne en Crète, auteur du « Grand canon ».
- Aurélien  († 895), moine bénédictin, abbé d'Ainay puis de Saint-Claude et de Nantua, évêque de Lyon, qui participa au concile de Troyes en 878.
- Berthe de Blangy (644 - 723), fille du comte Rigobert, veuve du comte Sigefroi, mère des saintes Gertrude et Déotile, abbesse de Blangy-en-Ternois, en Artois.
- Florent de Cahors (Ve siècle), évêque de Cahors en Quercy et martyr.
- Jucondien  († ?) -ou « Jucindin », « Jucindien » ou « Jocondien »-, martyr jeté à la mer en Afrique.
- Laurian († 544) -ou « Laurien »-, originaire des bords du Danube, diacre à Milan puis évêque à Séville, martyr par la main d'ariens à Vatan en Berry.
- Namphamon († 198 ou 200) -ou « Namphamonem », « Namphanion » ou « Namphanionem »-, premier martyr d'Afrique, avec ses compagnons saints Miggine (ou Mygdine), Lucita (ou Lucitas) et Sanamis (ou Sanaë), martyrs à Madaure en Numidie sous Septime Sévère.
- Oda de Canterbury († 959), archevêque de Canterbury / Cantorbéry.
- Oldoric de Lyon († 1046) -ou « Odolric »-, chanoine et archidiacre de Langres en Champagne, archevêque de Lyon, empoisonné.
- Théodore de Cyrène († 310), évêque, confesseur et martyr lors de la persécution de l'empereur romain Dioclétien.
- Ulrich d'Augsbourg (° vers 890 - † 973) -ou « Ulric » ou « Udalric »-, évêque d'Augsbourg.
- Valentin († 547), prêtre et confesseur à Griselles près de Langres en Bourgogne.

#### Saints et bienheureux catholiques du jour
référencés ci-après :
- Albert de Lodi († 1179), évêque et patron de Lodi.
- Antoine Daniel († 1648), prêtre jésuite martyr au Canada, criblé de flèches tel l'antique saint Sébastien et brûlé par des Iroquois.
- Catherine († 1836) -ou « Catinon Menette »-, bienheureuse tertiaire dominicaine dans la région de Mauriac.
- Céside Giacomantonio  († 1900), prêtre franciscain né en Italie, martyr en Chine.
- Élisabeth de Portugal († 1336) -ou « Isabelle d'Aragon »-, fille du roi d'Aragon Pierre III, épouse du roi de Portugal Denis Ier.
- Guillaume d'Hirschau († 1091), abbé d'Hirschau en Bavière (et 10 janvier).
- William Andleby († 1597), prêtre anglais, bienheureux, avec ses compagnons laïcs Henri Abbot, Thomas Warcop et Édouard Fulthrop, martyrs.
- John Cornelius († 1594), prêtre jésuite, avec les laïcs Thomas Bosgrave, John Carey et Patrick Salmon, bienheureux martyrs.
- Jean de Vespiniano († 1334), bienheureux laïc à Florence.
- Joseph Kowalski († 1942), bienheureux, prêtre salésien polonais, martyr du nazisme à Auschwitz (et 19 mars).
- Maria Crocifissa Curcio († 1957), bienheureuse religieuse italienne, fondatrice de la Congrégation des Carmélites missionnaires de Sainte Thérèse de l'Enfant-Jésus
- Pier Giorgio Frassati († 1925) -ou « Pierre-Georges Frassati »-, bienheureux, militant dans des associations de laïcs.
- Pierre Kibe Kasui et ses compagnons († 1639), bienheureux prêtres jésuites, augustiniens et laïcs japonais martyrs.

#### Saints orthodoxes
aux dates parfois "juliennes" / orientales :
- André Bogolioubovski (Андрей Боголюбский) († 1174), prince du Rus' de Kiev.
- Andrei Roublev (Андрей Рублёв) († vers 1420) -ou « André l'Iconographe »-, moine et peintre russe.

### Prénoms du jour
Bonne fête aux Berthe, et ses variantes féminines : Berte, Bertha, Berthéa, Bertheline, Bertile, Bertilie, et Bertille (voir les 6 novembre) ; et pour forme masculine Bertil (voir les Bertrand dès les veilles 3 juillet etc.).
Aux Florent (voir pour les Florence les 1er décembre ; les Fleur les 5 octobre ; Florentin les 24 octobre ; Flora les 24 novembre etc.).
Et aussi aux :
- Balae et ses variantes non bretonnes : Bachla, Ballay, Valy, etc.
- Aux Élisabeth (fête majeure les 17 novembre pour la plupart de ses variantes, 22 février de sa variante diminutive devenue prénom à part entière : Isabelle, et ses propres variantes).
- Aux Laurian (voir les 10 août etc.).

## Traditions et superstitions

### Dictons
- « Pour la Sainte-Berthe, moisson ouverte. »[14]
- « Pour la Sainte-Berthe, se cueille l'amande verte. »[15].

### Astrologie
Signe du zodiaque : 13e jour du signe astrologique du cancer.